# بینگورو کامارا
بینگورو کامارا (انگلیسی: Bingourou Kamara؛ زادهٔ ۲۱ اکتبر ۱۹۹۶) بازیکن فوتبال اهل فرانسه است.
از باشگاه‌هایی که در آن بازی کرده‌است می‌توان به اشاره کرد.
وی همچنین در تیم‌های ملی فوتبال زیر ۱۹ سال فرانسه، زیر ۲۰ سال فرانسه، زیر ۲۱ سال فرانسه، و سنگال بازی کرده‌است.